# Cerro del Plumaje
Cerro del Plumaje är en ort i Mexiko.   Den ligger i kommunen Álamo Temapache och delstaten Veracruz, i den sydöstra delen av landet, 220 km nordost om huvudstaden Mexico City. Cerro del Plumaje ligger 77 meter över havet och antalet invånare är 405.
Terrängen runt Cerro del Plumaje är platt. Runt Cerro del Plumaje är det ganska tätbefolkat, med 65 invånare per kvadratkilometer. Närmaste större samhälle är Temapache, 16,5 km nordost om Cerro del Plumaje. Trakten runt Cerro del Plumaje består till största delen av jordbruksmark.